# Herb gminy Kawęczyn
Herb gminy Kawęczyn – symbol gminy Kawęczyn, ustanowiony 18 czerwca 1998.

## Wygląd i symbolika
Herb przedstawia na tarczy w polu zielonym wizerunek bociana białego, kroczącego po srebrnej wstędze. Bocian jest uważany za symbol gminy z uwagi na jego częste występowanie.